# 稲荷神社 (三郷市半田)
稲荷神社（いなりじんじゃ）は、埼玉県三郷市の神社。

## 歴史
室町時代初期に創建された。当地は古くより早稲の米どころとして知られており、関東公方は、以前に勧請した下総国葛飾郡金町村（現・東京都葛飾区東金町）の半田稲荷神社から分霊を勧請して創建した。近くの萬勝寺（現・萬音寺）が別当寺であった。萬勝寺は1909年（明治42年）に観音寺を合併し、「萬音寺」に改称している。
1873年（明治6年）、近代社格制度に基づく「村社」に列せられた。

## 交通アクセス
- 新三郷駅より徒歩9分。